# Sabissa
Sabissa war ein Dorf westlich von Meuselwitz, das in den Jahren 1955 bis 1956 dem Braunkohlebergbau durch den Tagebau Zipsendorf-Süd zum Opfer gefallen ist. Seine Flur gehört heute zur Ortschaft Würchwitz der Stadt Zeitz im Burgenlandkreis (Sachsen-Anhalt).

## Geografische Lage
Die ehemalige Ortslage von Sabissa befand sich zwischen dem Flugplatz Sprossen im Süden und dem Restloch Zipsendorf im Nordwesten. Sabissa lag im Westen des Meuselwitz-Altenburger Braunkohlereviers, zwischen Zeitz im Westen und Meuselwitz im Osten.
Sabissa war der nördlichste Ortsteil der heute zu Zeitz gehörigen Ortschaft Würchwitz. Angrenzende Orte waren im Westen Sprossen, im Nordwesten Rehmsdorf und im Nordosten das zeitgleich mit Sabissa devastierte Wuitz. Sie gehören heute alle zur Ortschaft Rehmsdorf der Gemeinde Elsteraue. Östlich der Flur von Sabissa liegt das zu Zipsendorf gehörige Brossen, welches wiederum ein Ortsteil der thüringischen Stadt Meuselwitz ist. Im Südosten liegt Oelsen, welches zur Ortschaft Spora der Gemeinde Elsteraue gehört. Somit trennt die zu Zeitz gehörige Flur von Sabissa heute die Gemeinde Elsteraue in zwei Teile. Im Südwesten von Sabissa liegt der zur Zeitzer Ortschaft Würchwitz gehörige Ort Loitsch.

## Geschichte
Sabissa lag bis 1815 im Amt Zeitz, das als Teil des Hochstifts Naumburg-Zeitz seit 1561 unter kursächsischer Hoheit stand und zwischen 1656/57 und 1718 zum Sekundogenitur-Fürstentum Sachsen-Zeitz gehörte. Durch die Beschlüsse des Wiener Kongresses kam der Ort im Jahr 1815 zu Preußen und wurde 1816 dem Kreis Zeitz im
Regierungsbezirk Merseburg der Provinz Sachsen zugeteilt.
Im 19. Jahrhundert erlangte der Braunkohlebergbau im Raum um Wuitz und Sabissa große Bedeutung. Die Gegend war der westlichste Ausläufer des Meuselwitz-Altenburger Braunkohlereviers. Im Nachbarort Wuitz wurde die Kohle zunächst im Tiefbau gewonnen. Aufgrund der günstigen Ablagerungverhältnisse ging man im Jahr 1909 zum Tagebaubetrieb über. Um Wuitz waren dies zunächst die kleineren Tagebaue Leonhard I (1909–1919) und Leonhard II (1918–1926). Sabissa hatte im Jahr 1933 eine Einwohnerzahl von 267 Personen, sechs Jahre später waren es 233. 1948 wurde südlich der Bahnstrecke Zeitz–Altenburg der Tagebau Zipsendorf-Süd aufgeschlossen. 
Zum 1. Juli 1950 erfolgte die Eingemeindung von Sabissa nach Würchwitz. 1952 kam der Ort mit Würchwitz mit der zweiten Gebietsreform in der DDR zum Kreis Zeitz im Bezirk Halle. Durch die Umgliederung des östlichen Nachbarorts Brossen in den Kreis Altenburg lag Sabissa seitdem an der Grenze zum Bezirk Leipzig. Infolge des fortschreitenden Braunkohleabbaus im Tagebau Zipsendorf-Süd wurde um 1952 die Verlegung der Orte Wuitz und Sabissa beschlossen.
Zwischen 1955 und 1956 musste Sabissa mit seinen 338 Einwohnern dem Tagebau Zipsendorf-Süd weichen. Bereits ein Jahr früher hatte die Aussiedlung von Wuitz begonnen. Das Abbruchmaterial der Häuser aus den beiden Orten wurde u. a. zum Bau des Zipsendorfer Fußballstadions genutzt.
Mit der Eingemeindung von Würchwitz gehört die Flur von Sabissa seit dem 1. Juli 2009 zur Ortschaft Würchwitz der Stadt Zeitz im Burgenlandkreis.

## Verkehr
Südlich der Ortsflur verläuft die Bundesstraße 180. Nördlich der Ortsflur verlief die inzwischen stillgelegte Bahnstrecke Zeitz–Altenburg und östlich von Sabissa die ebenfalls nicht mehr existierende Bahnstrecke Gera-Pforten–Wuitz-Mumsdorf.